# Centropogon floricomus
Centropogon floricomus är en klockväxtart som beskrevs av Mcvaugh. Centropogon floricomus ingår i släktet Centropogon och familjen klockväxter. Inga underarter finns listade i Catalogue of Life.